# Koos (Name)
Koos ist als eine Variante von Jakob ein niederländischer männlicher Vorname sowie ein Familienname.

## Namensträger

### Vorname
- Koos Andriessen (1928–2019), niederländischer Wirtschaftswissenschaftler, Hochschullehrer und Politiker
- Koos Moerenhout (* 1973), niederländischer Radrennfahrer
- Koos de la Rey (1847–1914), burischer General
- Koos van der Wildt (1905–1985), niederländischer Fußballspieler
- Koos van Zomeren (* 1946), niederländischer Schriftsteller

### Familienname
- Earl Lomon Koos (1905–1960), US-amerikanischer Soziologe
- Janette Koos, deutsche Kinderdarstellerin
- Leonard Vincent Koos (1881–?), US-amerikanischer Pädagoge
- Sebastian Koos (* 1978), deutscher Soziologe und Hochschullehrer
- Stefan Koos (* 1966), deutscher Rechtswissenschaftler
- Torin Koos (* 1980), US-amerikanischer Skilangläufer
- Wolfgang Koos (1930–2000), österreichischer Neurochirurg

### Geografische und anderweitige Bezeichnungen
- Koos, größte Insel des Greifswalder Boddens
- Kos, Insel der Sporaden
- Schiffsname, Koos hieß ein Marineschlepper der Volksmarine, später der Bundesmarine

### Medizin
- KOOS[2] (Knee Injury and Osteoarthritis Outcome Score): Score zur Bewertung des funktionellen Status und der Lebensqualität bei Patienten mit Knieverletzungen